# Ufenau
Ufenau (ou Ufnau) est une île du lac de Zurich, située sur le territoire de la commune schwytzoise de Freienbach. Plus grande île lacustre de Suisse, elle appartient à l'abbaye territoriale d'Einsiedeln.

## Géographie

### Topographie
Cette île lacustre a une superficie de 11 ha. Sa surface est essentiellement en herbe, avec de petits massifs arborés sur ses rives, et quelques bâtiments sur les parties plus hautes.

### Transports
Selon l'office fédéral de topographie, elle est la « la plus grande île de Suisse qui ne soit pas reliée à la rive par un pont ». Une liaison par ferry est néanmoins assurée d'avril à octobre.

### Protection
L'île bénéficie d'un classement et d'un niveau de protection unique en Suisse en raison à la fois de sa biodiversité et de sa continuité historique et culturelle. Elle est en effet inscrite à la fois dans la liste des sites construits à protéger, dans celle des paysages, sites et monuments naturels d'importance nationale ainsi que comme bien culturel d'importance nationale. Ces protections ont empêché, en 2012, la construction d'un nouveau restaurant par l'architecte Peter Zumthor.

## Histoire
Des recherches archéologiques sous-marines ont permis de découvrir, au sud de l'île, des tessons de poterie datant du XIVe siècle av. J.-C. Par la suite, pendant la période romaine, un temple gallo-romain se dressait sur l'île ; il fut par la suite remplacé par une première chapelle dédiée à Saint-Martin qui se dressait à l'emplacement de la chapelle actuelle. La première mention écrite de l'île, sous le nom d'Hupinauia, date de 741. En 965, l'empereur Othon Ier donne l'île au monastère d'Einsiedeln ; quelques années plus tard, la duchesse souabe Reginlinde s'y établit et y fit construire l'église paroissiale Saints-Pierre-et-Paul, consacrée en 1141 et où repose son fils, canonisé sous le nom de saint Adalrich.
Pendant la période de la République helvétique, l'île devient propriété du canton de Linth qui la vend à un particulier à qui le couvent d'Einsiedeln la rachète après l'adoption de l'acte de médiation en 1805. Le premier bateau à vapeur relia l'île en 1857 ; 15 ans plus tard, un port fut construit au nord de l'île, puis transféré au sud en 1881.